# Parc des expositions du Hainan
Le Parc des expositions du Hainan (en chinois : 海南国际会展中心) est situé à l'ouest de la ville de Haikou, dans la province de Hainan, en Chine.

## Histoire
Depuis 2012, il accueille le World Open, tournoi de snooker professionnel.